# 倉橋のぞみ
倉橋 のぞみ（くらはし のぞみ、1975年1月23日 - ） は、日本の元女性モデル、元少女ヌードアイドル。

## 来歴
倉橋のぞみとして活動を始める以前には、1985年8月発売のオムニバス写真集にて吉沢 あゆみ（よしざわ あゆみ）名義で登場しており、こちらが正確なデビューである。倉橋のぞみを名乗り始めたのは『ロリコンHOUSE』の12月号から。
倉橋のぞみとしては、20万部を売り切るという空前の大ヒットを記録した1986年11月の『倉橋のぞみ13歳』で衝撃的なデビューを果たす。1987年11月の『倉橋のぞみ14歳』も変わらず20万部の大ヒットだったが、ドイツのミュンヘン郊外で撮影された1988年10月の『倉橋のぞみ写真集 vol.3 ラストメッセージ』で少女時代の写真集としては最後のものになる。1986年から3年間は、三和出版の『ロリコンHOUSE』『ロリくらぶ』にて、女流写真家の彩紋洋実が倉橋のぞみを撮って人気となる。
『ラストメッセージ』発売後「倉橋のぞみファンクラブ」が発足したが、撮影に使用した衣装や小道具のオークション等を行うなど金儲け主義に嵌った挙句、自然消滅するという幕切れとなった。
当時の倉橋は『週刊プレイボーイ』『フライデー』『週刊宝石』『すっぴん』『写楽』などのグラビアアイドルや兼松江商の悪酔い防止ドリンク『守護神』のCMガール、JTのルートで販売されていた二日酔い予防薬『マイルドワン』のイメージキャラクターなど、マスコミでの活動も精力的に行っていたが、彩紋洋実がジャズ・ミュージシャンのマル・ウォルドロンと結婚し、彼の本国ベルギーへ渡ったのと一緒に、家族同然の付き合いだったという倉橋もまた、ジャズ・シンガーの特訓を受けるためベルギーへ渡る。しかし、ジャズ・シンガーとしての道は「ヨーロッパに留学するも諸事情により断念」した。
帰国後、倉橋はある国立大学に入学して国文学を学ぶ。卒業後は教員試験を受けるが落ちてしまい、学習塾の講師として国語を教える。
帰国以降、倉橋は長らくタレント活動から遠ざかっていたが、『ロリコンHOUSE』の二代目編集長・辺見の訃報を聞いて三和出版を訪れた際、同誌の元編集長・松本裕に「どうだ、また写真集つくってみないか」と言われ、2000年1月に『倉橋のぞみ24歳』2001年10月に『倉橋のぞみアゲイン』2002年9月『倉橋のぞみinベルギー王国』が制作される。また、2004年にはインドで撮影を彩紋が企画していたが、夫マル・ウォルドロンの逝去とマル・ウォルドロンのマネージャーとの金銭問題発覚～裁判により頓挫している。
1999年以降は、ヘアヌード写真集、ロリータアイドル時代の集成写真集などを発表した。

## 写真集
- 『少女写真Ⅱ 12人の少女の饗宴』※オムニバス物
- 『少女図鑑』 ※オムニバス物、
  - 以上、吉沢あゆみ名義
- 『倉橋のぞみ13歳』（1986年、三和出版)
- 『倉橋のぞみ14歳』（1987年、三和出版）
- 『倉橋のぞみ写真集 Vol.3 ラストメッセージ』（1988年、三和出版）
  - 以上3冊の集成として彩紋洋実『少女時代』（ASIN: B07QY9LBPH）がある
- 美見卓也 『倉橋のぞみ24歳』（1999年12月、三和出版）
- 美見卓也・彩紋洋実『倉橋のぞみアゲイン』<SANWA MOOK 57>（2001年9月、三和出版）
- 『倉橋のぞみinベルギー王国』（2002年）
- 美見卓也『倉橋のぞみ写真集メモリーズ』<SANWA MOOK>（2011年7月5日、三和出版）※DVD付き
- 彩紋洋実『思春期』<SANWA MOOK>（2012年11月、三和出版。ISBN 978-4-7769-0902-6）※ロリータアイドル時代の集成写真集(着衣写真のみ)

## DVD
- 『倉橋のぞみ/帰ってきたプレミアム・アイドル』（2001年10月26日）